# 魯県 (江蘇省)
魯県（ろ-けん）は中華人民共和国江蘇省淮安市にかつて存在した県。現在の盱眙県南部に相当する。

## 歴史
南北朝時代、北魏により設置され、北斉により廃止された。